# 小原一典
小原 一典（おはら かずのり、1972年7月5日 - ）はサッカー指導者。JFA公認指導者の海外派遣により、ブータン代表監督や、カンボジア技術委員長を歴任している。

## 来歴
1972年7月5日生まれ、千葉県船橋市出身。船橋市立船橋高等学校でプレーした後、獨協大学法学部に進学し、サッカー部に所属。
1996年より草加ジュニアユースで指導者としての活動を開始。1999年から留学のためスペインへ渡り、地域リーグでプレーしたほか、ユースチームを含む4つのクラブで監督やアシスタントコーチを務めた。2003年にスペインサッカー連盟コーチングライセンスレベル3を取得、帰国後の2004年には日本サッカー協会公認C級コーチライセンスを取得した。以降、大塚製薬サッカースクールU-13、徳島ヴォルティスU-18、福島夢集団ユンカース、JヴィレッジスポーツクラブU-15の監督を歴任。
2012年5月、日本サッカー協会理事会においてアジア貢献事業の一環としてブータンへ派遣され、ブータン代表の監督に就任し、2015年1月まで務めた。2015年3月からはカンボジアに派遣され、テクニカルディレクターおよび技術委員長の役職を務めている。

## 所属クラブ
- 1988年 - 1991年 船橋市立船橋高等学校
- 1991年 - 1994年 獨協大学
- 1999年 Atletico Valdemoro

## 指導歴
- 1996年 - 1999年 草加ジュニアユース コーチ
- 2000年 - 2001年 LAS ROSAS（アレビン 10歳～11歳） 監督
- 2001年 - 2002年 ZONA NORTE（ベンハミン 8歳～9歳） 監督
- 2001年 - 2002年 ラージョ・バジェカーノB アシスタントコーチ
- 2002年 - 2003年 VILLAVICIOSA DE ODON（フベニール 16歳～18歳） 監督
- 2004年 - 2005年 大塚製薬サッカースクールU-13 監督
- 2005年 - 2006年 徳島ヴォルティスU-18 監督
- 2006年 - 2007年 福島夢集団ユンカース 監督
- 2007年 - 2011年 JヴィレッジスポーツクラブU-15 監督
- 2012年5月 - 2015年1月 ブータン代表監督
- 2015年3月 - 2016年1月 カンボジア テクニカルダイレクター
- 2016年1月 - 2018年1月 カンボジア技術委員長
- 2017年10月 - カンボジア代表暫定監督